# Ларс-Бер'є Ерікссон
Ларс-Бер'є Ерікссон  (швед. Lars-Börje Eriksson, 21 жовтня 1966) — шведський гірськолижник, олімпійський медаліст.

## Виступи на Олімпіадах
| Олімпіада    | Дисципліна              | Місце  |
| ------------ | ----------------------- | ------ |
| Калгарі 1988 | швидкісний спуск        | 27     |
| Калгарі 1988 | супергігантський слалом | 3      |
| Калгарі 1988 | гірськолижна комбінація | участь |

## Зовнішні посилання
- Досьє на sport.references.com [Архівовано 12 жовтня 2009 у Wayback Machine.]

1. ↑  https://sok.se/idrottare/idrottare/e/eivor-eriksson.html